# Hesperis armena
Hesperis armena är en korsblommig växtart som beskrevs av Pierre Edmond Boissier. Hesperis armena ingår i släktet hesperisar, och familjen korsblommiga växter. Inga underarter finns listade i Catalogue of Life.